# CO busz (Velence)
A velencei CO jelzésű autóbusz a Lidón, a Piazza Santa Maria Elisabettáról indul a Via Colombó-ig, körjáratban Lido belvárosában közlekedik. Párja a CA jelzésű járat, ellentétes irányban. A viszonylatot az ACTV üzemelteti.

## Története
A CO jelzésű autóbusz 2012-ben indult, a téli menetrend bevezetésével. Párja a CA jelzésű járat, ellentétes irányban közlekedik és a következő, nyári menetrenddel indult. 2014-től csak nyári időszakban közlekedik. Mindkét járat útvonala a kezdetektől változatlan.
A CA járat története:
| Időszak     | Járat- szám | Megállók |
| ----------- | ----------- | --- |
| 2012 – 2013 | CO          | Piazza Santa Maria Elisabetta – Granviale Santa Maria Elisabetta - Incrocio via Zara – Lungomare Marconi, Hotel Des Bains – Lungomare Marconi, via delle 4 Fontane – Lungomare Marconi, Lion’s Bar – Lungomare Marconi, Stabilimento Sorriso – Via Colombo – Via Sandro Gallo, Piazzale Torta – Via Sandro Gallo, Piazza Sant’Antonio – Via Sandro Gallo, Incrocio via Bembo – Via Sandro Gallo, Scuola Pisani – Piazza Santa Maria Elisabetta       |
| 2013 – ma   | CA          | Piazza Santa Maria Elisabetta – Via Sandro Gallo, Scuola Pisani – Via Sandro Gallo, Incrocio via Bembo – Via Sandro Gallo, Piazza Sant’Antonio – Via Sandro Gallo, Piazzale Torta – Via Colombo – Lungomare Marconi, Stabilimento Sorriso – Lungomare Marconi, Lion’s Bar – Lungomare Marconi, via delle 4 Fontane – Lungomare Marconi, Hotel Des Bains – Granviale Santa Maria Elisabetta - Incrocio via Zara – Piazza Santa Maria Elisabetta       |
| 2013 – ma   | CO          | Piazza Santa Maria Elisabetta – Granviale Santa Maria Elisabetta - Incrocio via Dardanelli – Lungomare Marconi, Hotel Des Bains – Lungomare Marconi, via delle 4 Fontane – Lungomare Marconi, Lion’s Bar – Lungomare Marconi, Stabilimento Sorriso – Via Colombo – Via Sandro Gallo, Piazzale Torta – Via Sandro Gallo, Piazza Sant’Antonio – Via Sandro Gallo, Incrocio via Bembo – Via Sandro Gallo, Scuola Pisani – Piazza Santa Maria Elisabetta |

## Útvonala
| Piazzale Santa Maria Elisabetta – Via Colombo – Piazzale Santa Maria Elisabetta                                                                                       |
| --- |
| - Piazzale Santa Maria Elisabetta - Granviale Santa Maria Elisabetta - Lungomare Guglielmo Marconi - Via Colombo - Via Sandro Gallo - Piazzale Santa Maria Elisabetta |

## Megállóhelyei
| sz. | idő (perc) | megállóhely neve                                           | átszállási kapcsolatok                                                                                     |
| --- | ---------- | ---------------------------------------------------------- | --- |
| 0   | 0          | Piazza Santa Maria Elisabetta                              | 11, A, C, CA, N, V; vízibuszok: 1, 2, 5.1, 5.2, 6, 8, 10, 14, 18, N, Alilaguna B, Alilaguna R, Alilaguna V |
| 1   | 1          | Granviale Santa Maria Elisabetta - Incrocio via Dardanelli | A, CA, V                                                                                                   |
| 2   | 2          | Lungomare Marconi, Hotel Des Bains                         | CA, V |
| 3   | 3          | Lungomare Marconi, via delle 4 Fontane                     | CA, V |
| 4   | 6          | Lungomare Marconi, Lion’s Bar                              | CA, V, 11                                                                                                  |
| 5   | 7          | Lungomare Marconi, Stabilimento Sorriso                    | CA, V |
| 6   | 10         | Via Colombo                                                | CA, V |
| 7   | 11         | Via Sandro Gallo - Piazzale Torta                          | A, C, CA, N                                                                                                |
| 8   | 12         | Via Sandro Gallo - Piazza Sant’Antonio                     | A, C, CA, N                                                                                                |
| 9   | 13         | Via Sandro Gallo - Incrocio via Bembo                      | A, C, CA, N                                                                                                |
| 10  | 14         | Via Sandro Gallo - Scuola Pisani                           | A, C, CA, N                                                                                                |
| 11  | 15         | Piazza Santa Maria Elisabetta                              | 11, A, C, CA, N, V; vízibuszok: 1, 2, 5.1, 5.2, 6, 8, 10, 14, 18, N, Alilaguna B, Alilaguna R, Alilaguna V |

Megjegyzés: A dőlttel szedett járatszámok időszakos (nyári) járatokat jelölnek.